# Bobby Previte
Bobby Previte (* 16. července 1951) je americký bubeník a hudební skladatel. Vystudoval ekonomiku na University at Buffalo, The State University of New York, kde rovněž studoval hru na perkuse. Během své kariéry spolupracoval s mnoha hudebníky, mezi které patří Tom Waits, Jamie Saft, Charlie Hunter, Gianluca Petrella, Marco Benevento nebo Wayne Horvitz. V roce 1997 nahrál improvizované album Euclid's Nightmare spolu s americkým saxofonistou a hudebním skladatelem Johnem Zornem.